# Ismo Toukonen
Ismo Tenho Tapio Toukonen (ur. 25 kwietnia 1954 w Holloli) – fiński lekkoatleta, długodystansowiec,  medalista mistrzostw Europy w 1978.
Zajął 12. miejsce w biegu na 3000 metrów z przeszkodami na igrzyskach olimpijskich w 1976 w Montrealu. Zdobył brązowy medal w tej konkurencji na mistrzostwach Europy w 1978 w Pradze, przegrywając jedynie z Bronisławem Malinowskim z Polski i Patrizem Ilgiem z Republiki Federalnej Niemiec.
Był mistrzem Finlandii w biegu na 3000 metrów z przeszkodami w 1978 i 1983 oraz w biegu na 10 000 metrów w 1985, a w hali mistrzem w biegu na 3000 metrów w 1980. 
Rekordy życiowe Toukonena:
- bieg na 3000 metrów – 7:50,9 (4 sierpnia 1981, Lahti)
- bieg na 5000 metrów – 13:37,84 (2 lipca 1976, Turku)
- bieg na 10 000 metrów – 28:35,61 (14 sierpnia 1982, Kouvola)
- bieg na 3000 metrów z przeszkodami – 8:18,29 (3 września 1978, Praga)